# سلمان بن عبدالعزیز بن سلمان

شاهزاده سلمان بن عبدالعزیز سلمان بن محمد بن سعود آل سعود در ۱۵ محرم ۱۴۰۳ هجری قمری در ریاض به دنیا آمد. مادرش شاهزاده نوف بنت عبدالله بن عبدالرحمن آل سعود است، پدرش شاهزاده عبدالله، برادر کوچکتر ملک عبدالعزیز، بنیانگذار پادشاهی عربستان سعودی است.
شاهزاده سلمان بن عبدالعزیز بن سلمان و پدرش در ژانویه ۲۰۱۸ به عنوان بخشی از کمپین دستگیری اعضای خانواده سلطنتی بازداشت شدند. شاهزاده سلمان بن عبدالعزیز بن سلمان هیچ جاه طلبی سیاسی نداشت و به دلیل تأمین مالی پروژه‌های توسعه در کشورهای فقیر شهرت داشت.